# Odile Vuillemin
Odile Vuillemin (Châlons-en-Champagne, Marne; 8 de julio de 1976) es una actriz francesa de cine y televisión.

## Biografía
Vuillemin nació en la región francesa de Marne, de un padre ingeniero y madre ama de casa. Tiene cuatro hermanas, una de ellas (Sophie), gemela suya. A los cuatro años de edad, se mudó con su familia a Metz. Después del instituto, se mudó a París para comenzar sus estudios universitarios en Sociología, Psicología y Lenguas Orientales (chino). Quiso convertirse en etnóloga pero descubrió su pasión por el teatro. Abandonó sus estudios y se internó en el mundo de la actuación, debutando como actriz con un pequeño papel en la película de 2001 Le doux amour des hommes.
Entre 2009 y 2016, interpretó en la serie de TF1 Profilage al personaje de la psicóloga y criminalista Chloé Saint-Laurent. En diciembre de 2016 anunció su abandono de la serie para el comienzo de la séptima temporada. A mediados de la sexta temporada se hizo más importante el papel de Adèle Delettre, que interpretaría Juliette Roudet, a la postre y hasta la novena temporada, su sustituta en la serie.

## Filmografía

### Películas
- 2001: Le doux amour des hommes
- 2003: Quand j'étais porno
- 2003: À tout de suite
- 2004: Podium
- 2004: Un long dimanche de fiançailles
- 2008: Rive glauque
- 2008: Sit In
- 2009: Cyprien
- 2010: Le ciel s'est déchiré
- 2011: J'aime regarder les Filles
- 2012: Furax
- 2013: Amour et turbulences

### Telefilmes
- 2015: L'emprise
- 2016: Entre deux mères
- 2017: Les crimes silencieux
- 2018: Né sous silence
- 2018: Piégés
- 2019: Un homme parfait
- 2021: Deux femmes

### Series de televisión
- 2009 - 2016: Profilage
- 2011: Xanadu
- 2018: Les innocents
- 2018: La dernière vague
- 2020: Pourquoi je vis
- 2021: Il est elle
- 2022: L'Homme de nos vies
- 2022: Prométhée
- 2024: Rivière-Perdue
- 2024: Un Soupçon
- 2024: Signalements